# Dowódca statku powietrznego

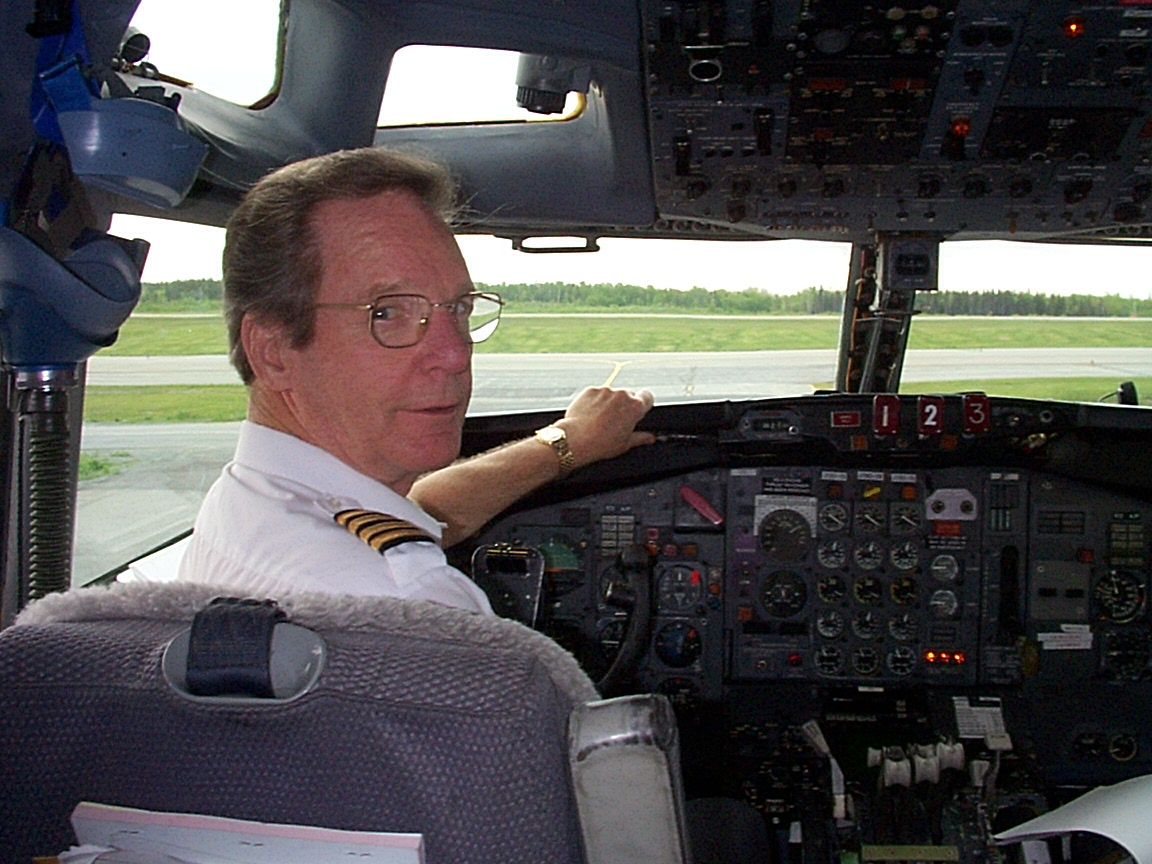
Dowódca statku powietrznego

Dowódca statku powietrznego (ang. pilot in-command) – pilot wyznaczony przez użytkownika lub właściciela statku powietrznego, w przypadku lotnictwa ogólnego przeznaczenia, do pełnienia obowiązków dowódcy i ponoszenia odpowiedzialności za bezpieczne wykonanie lotu. Czasami dowódcę samolotu pasażerskiego określa się słowem kapitan, np. w Polskich Liniach Lotniczych LOT.
Dowódca jest obowiązany wykonywać loty zgodnie z przepisami, w szczególności zaś zapewnić bezpieczeństwo statku powietrznego oraz znajdujących się na jego pokładzie osób i rzeczy.
W celu zapewnienia bezpieczeństwa lotu oraz bezpieczeństwa i porządku na pokładzie statku powietrznego dowódca jest upoważniony do:
1. zobowiązania, w razie konieczności, innych członków załogi do wykonywania czynności nienależących do ich normalnego zakresu obowiązków;
2. wydawania poleceń wszystkim osobom znajdującym się na pokładzie statku powietrznego.

Wszystkie osoby obecne na pokładzie statku powietrznego są obowiązane wypełniać polecenia dowódcy.
Dowódca ma prawo decydować o:
1. zastosowaniu niezbędnych środków, łącznie ze środkami przymusu w stosunku do osób nie wykonujących jego poleceń albo zagrażających w inny sposób bezpieczeństwu lotu lub porządkowi na pokładzie statku powietrznego;
2. zatrzymaniu osoby podejrzanej o popełnienie przestępstwa na statku powietrznym albo osoby zagrażającej w inny sposób bezpieczeństwu lotu lub porządkowi na pokładzie statku powietrznego, do czasu przekazania jej właściwym organom.

W kokpicie, poza dowódcą, mogą znajdować się: pierwszy oficer, drugi oficer, radiooperator, nawigator i mechanik pokładowy. 